# Your Disco Needs You
A Your Disco Needs You című dal az ausztrál énekes-dalszerző Kylie Minogue 2001. január 22-én megjelent kislemeze 7. Light Years című stúdióalbumáról. A dalt Minogue, Guy Chambers és Robbie Williams írta. A producer Chambers és Power voltak. Lírailag a "Your Disco Needs You" a diszkózene erejéről szól.
A dal  Ausztráliában, Svájcban, és Németországban a legjobb negyven helyezett között volt. Albumszámként rendkívül népszerű volt, kislemezen nem jelent meg az Egyesült Királyságban, mert a dal "túl meleg"-nek, és "túl camp"-nak tűnt. Az importeladások alapján a 152. helyen szerepelt. Minogue a dalt a legtöbb 2000-es és későbbi turnéján is előadta, köztük az On a Night Like This Tour, Showgirl: The Greatest Hits Tour a KylieX2008, a For You, For Me Tour, a Kiss Me Once Tour és a Kylie 2015 Summer Tour turnékon.

## Előzmények és összetétel
A dal kislemez kiadásának hiánya az Egyesült Királyságban vitákat váltott ki az ottani rajongók körében, és tiltakozást eredményezett a brit lemeztársaságon kívül, amelyek ennek megtörténtéért lobbiztak. Amikor a Light Years 4. kislemezét forgatták, Minogue lemezkiadója a latin hangzású Please Stay dalt választotta a "Your Disco Needs You" helyett, a dal sajátossága miatt, és azért hogy elkerülje Minogue további sztereotípiáit, bár az Almighty remixei megjelent az "On a Night Like This" brit kiadású cd kislemezén.
Harald Peters a Berliner Zeitung német lap szerint a dalban "tüzes beszédet mond Minogue, feltéve, hogy a tánc öröme a francia forradalom értelmében szabadságot, egyenlőséget és testvériséget jelent, franciául arra buzdítja a hallgatókat:  Vous êtes jamais seuls / Vous savez ce qu'il faut faire / Ne laissez pas tomber votre nation / La disco a besoin de vous! (Te vagy sose egyedül! / Tudod, mit kell tenned! / Ne hagyd el nemzetedet / A diszkónak szüksége van rád!). Heather Phares az Allmusic-tól a German Almighty Edit változatot "Four-on-the-floor beat"-nek nevezte, és azt mondta, hogy a "Your Disco Needs You" meglepően jó tánc orientált dal. Az NME a Pet Shop Boys "Go West" című dalához hasonlította a szerzeményt.

## Összetétel

### Kritikák
A "Your Disco Needs You" a legtöbb zenekritikustól elismerést kapott. Heather Phares az AllMusictól külön kritikát adott a dalról, miközben három csillagot adott az ötből. A Light Years albumkritikájánál Chris True kiemelte a dalt. Kiemelkedőnek találta a dalt, és azt mondta, hogy a "Your Disco Needs You" valószínűleg a 90-es évek egyik legjobb táncdala. Vitathatatlanul az egyik diszkólemez a 70-es évek óta. Nick Levine (Digital Spy) azt mondta: "Ha a dal nem csal mosolyt az arcodra, akkor új zsugorodásra van szükség". A dal egy Rainbow Love Boat című válogatáslemezen jelent meg, melyet az Allmusic felülvizsgált, majd Bradley Torreano azt írta, hogy az olyan dalok, mint a "Your Disco Needs You" igazán szórakoztató, izgalmas dalok, amelyek talán nem lírai diadalok, de ez a tény kevés. Fontos saját műfajában".

### Kereskedelmi sikerek
A "Your Disco Needs You" korlátozott sikert aratott, mivel Németországban, és Ausztráliában korlátozott kiadást kapott.  A dal a 20. helyen debütált az ausztrál ARIA kislemezlistán, és ezzel a hét második legmagasabb debütálása lett, majd a következő héten a 45. helyre süllyedt. 

## Videoklip

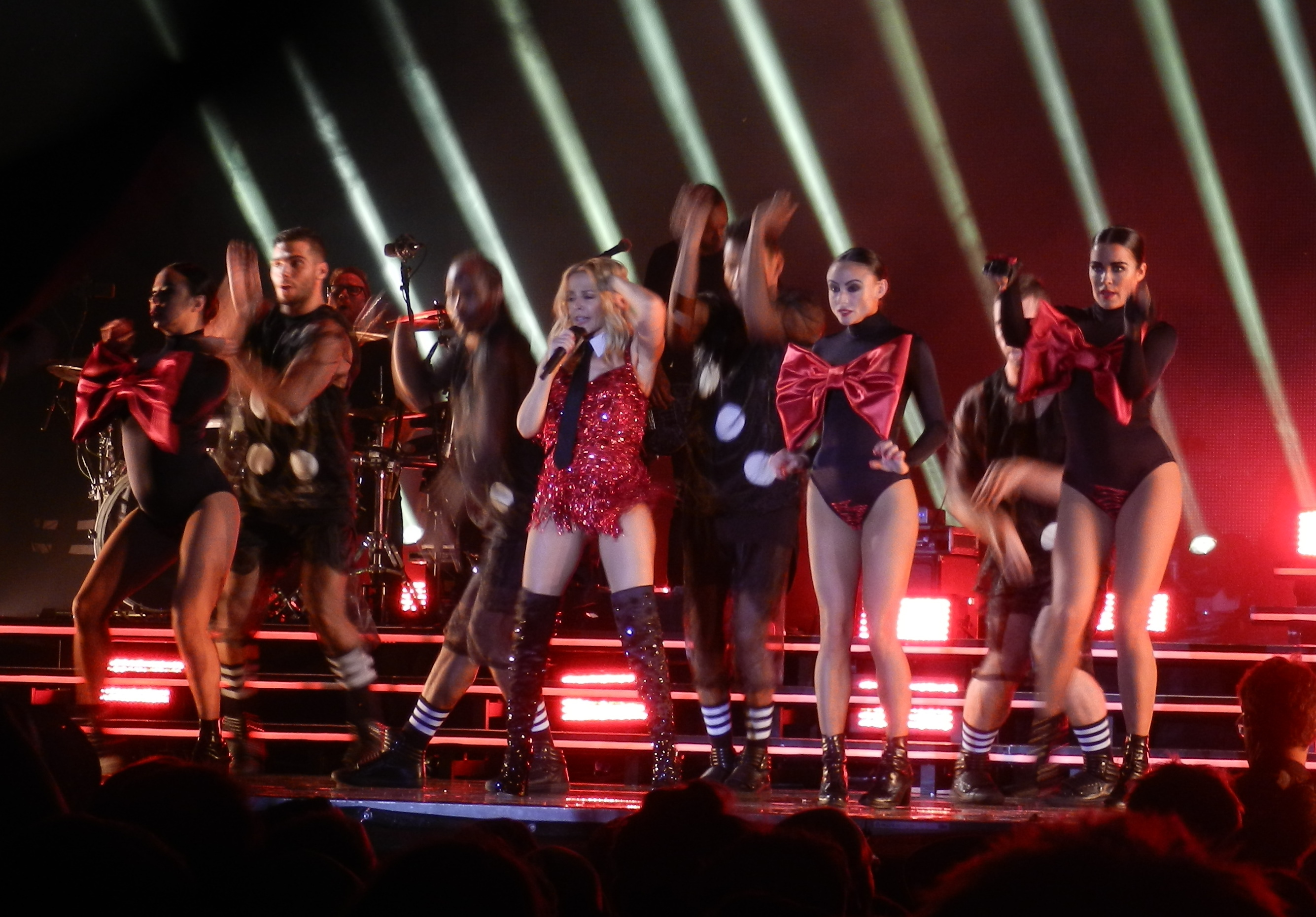
Minogue és táncosai előadják a dalt a 2015-ös Summer Tour turnén.

Az eredeti videoklipet 2000-ben forgatták Los Angelesben, benne a dal "Casino Radio & Club Remix"ével. A videó vizuális utalásokkal kezdődik Olivia Newton-John "Suspended in Time" című dalára, és a 80-as évekre. A Xanadu című film szintén tiszteleg a 70-es évek diszkói előtt. A videóban azonos Minogue klónok végtelen sora látható, utalva ezzel az 1934-es Dames című filmre (a Busby Berkley-szerű formációkkal és Minogue fejével a végén). A videó során a Minogue klónok különféle jelmezeket viselnek, például Uncle Sam-ét, csillagokat és csíkokat, amerikai ihletésű ruhával, fekete bőrbottal és ostorral kiegészítve. Egy másik nézetben fekete-fehér csíkos ruhát visel fekete bőrsapkával.
A dalhoz egy másik videót is forgattak a német piacra, melyben Minogue lufi és arany szalagok hátterében látható, miközben egy fekete-arany "Your Disco Needs You" pólót visel, ahogy a CD kislemez borítóján is látható. Az alternatív változat azért készült, mert Minogue elégedetlen volt az eredeti videó elemeivel, azonban idővel ez a videó vesztett a népszerűségéből az eredetihez képest.

## Formátumok és számlista
| - Ausztrál CD single 1. "Your Disco Needs You" – 3:34 2. "Your Disco Needs You" (Almighty radio edit) – 3:30 3. "Your Disco Needs You" (Almighty remix) – 8:20 4. "Your Disco Needs You" (Casino radio & club mix) – 3:40 5. "Your Disco Needs You" (German album version) – 3:31 6. "Password" – 3:49 - Európai CD single és digitális letöltés 1 1. "Your Disco Needs You" (Casino radio & club mix) – 3:40 2. "Your Disco Needs You" (UK album version) – 3:31 3. "Your Disco Needs You" (Almighty remix) – 8:20 4. "Please Stay" (7th District Club Flava mix) – 6:32 | - Digitális letöltés 2 1. "Your Disco Needs You" – 3:34 2. "Your Disco Needs You" (German Almighty radio edit) – 3:29 3. "Your Disco Needs You" (Almighty mix) – 8:20 4. "Your Disco Needs You" (German version) / "Password" – 8:49 |

## Slágerlista
| Slágerlista (2001)                 | Legjobb helyezések |
| ---------------------------------- | ------------------ |
| Ausztrália (ARIA)                  | 20                 |
| Ausztria (Ö3 Austria Top 40)       | 70                 |
| Croatia (HRT)                      | 7                  |
| Németország (Media Control Charts) | 31                 |
| Poland (Music & Media)             | 7                  |
| Poland (Polish Airplay Charts)     | 30                 |
| Svájc (Schweizer Hitparade)        | 27                 |
| UK Singles (OCC)                   | 152                |